# Johann Jacobi von Wallhausen
 (février 2020).
Le contenu est difficilement compréhensible vu les erreurs de traduction, qui sont peut-être dues à l'utilisation d'un logiciel de traduction automatique.
Johann Jacobi von Wallhausen (né vers 1580 et mort en 1627) est un écrivain militaire allemand. Son nom d'origine était Johann Jacobi, qui a ensuite été complété par son lieu de naissance.

## Biographie
Johann Jacobi est né vers 1580 à Wallhausen, près de Bad Kreuznach.
On sait peu de choses sur sa vie. Il est probablement devenu soldat aux Pays-Bas, puis est entré au service de la ville de Gdańsk, où il est devenu colonel sergent et capitaine. Il est connu pour ses traités militaires. Par contrat signé en février 1617 avec Jean VII de Nassau-Siegen, il devient le chef de l'école de guerre de Siegen, la première d'Europe. Cependant, cette activité a été de courte durée car il a écrit le 20 juillet de la même année que « des soucis de nourriture » l'avaient fait entrer au service de Johann Schweikhard von Kronberg, l'électeur de Mayence.
Il a conseillé le prince Maurice de Nassau, qui a fait appliquer les conceptions développées par Wallhausen dans l'armée unie des provinces néerlandaises.

## Théories
Comme de nombreux auteurs du début du XVIIe siècle, il considère le gendarme comme l'élite de la cavalerie et la lance comme la plus efficace des armes offensives. Il est fort réticent envers les armes à feu portatives jugées indignes d'un vrai gentilhomme.
Dans son livre Kreigkunst zu Pferd (L'Art de la guerre à cheval), il explique longuement pourquoi à son avis les Lanzierer, l'équivalent des gendarmes en allemand, sont les meilleurs combattants à cheval. Il mène une vive polémique contre le général de Basta qui proposait de les remplacer par des cavaliers pistoliers. Pour les charges contre les lanciers ou d'autres troupes montées, il préconise l'attaque au galop en double ligne avec une largeur de vingt à vingt-cinq cavaliers appelée la "haie" (Haag ou Hecke), qui était déjà le mode d'attaque des chevaliers à l'époque de la bataille de Bouvines. Pour lui, seule cette manœuvre permet de percer et de neutraliser une formation de cavaliers adverses, l'attaque au pistolet ne pouvant inquiéter sérieusement une troupe bien formée et disciplinée.

## Écrits
Johann Jacobi von Wallhausen prévoyait de publier un recueil en six parties sur les sciences de la guerre comprenant les thèmes de l'infanterie, de la cavalerie, de l'artillerie, des tactiques, de la construction de forteresses et de la guerre navale. Cependant, il ne l'a pas fait.
Ces œuvres connues sont :
- Johann Jacobi von Wallhausen, Des feux d'artifice, dans lesquels différentes astuces et Secreta sont enseignées, Erfurt, 1614
- Johann Jacobi von Wallhausen, ABC des soldats z. F., Francfort-sur-le-Main, 1615.
- Johann Jacobi von Wallhausen, Kriegskunst zu Fuß, zu hochnöthigstem Nutzen und Besten nicht allein allen ankommenden Soldaten, sondern auch in Abrichtung eines gemeinen Landvolcks und Ausschuß in Fürtstenthümern und Stätte (l'Art de la guerre à pied…), Oppenheim, 1615 (réimpr. 1630).
- Johann Jacobi von Wallhausen, Kriegskunst zu Pferdt. Darinnen gelehrt werden die initia und fundamenta der Cavallerie, aller vier Theylen: als Lantzierers, Kührissieriers, Carabiners und Dragoons, was von einem jeden Theyl erfordert wird, was sie prästiren können sampt deren exercitien. Newe schöne Invetionen etlicher batailen mit der Cavallery ins Werkzu stellen. Mit dargestellten Beweistumpen, was an den edlen Kriegskunsten gelegen und deren Fürtrefflichkeiten uber alle Kunst und Wissenschaften (l'Art de la guerre à cheval), Francfort-sur-le-Main, 1616 (réimpr. 1634).
- Johann Jacobi von Wallhausen, Archiley-Kriegskunst, darinnen gelehrt und fürgetragen werden die initia und fundamenta dieser Edlen Kriegkunst / Vor diesem niemals so compediosè, methodicè, diludicè und rectò an tag gegeben. Mit schönen Kupfferstöcken perfecte angewiesen und beschrieben, Hanau, 1617 (réimpr. 1634).
- Johann Jacobi von Wallhausen, Corpus militare, darinnen das heutige Kriegwesen in einer Perfecten und absoluten idea begriffen und dargestellt wird. Alles in gewisse praefecta polemica ordentlich verfasset mit beigegebenem jedern Theyl seinen Kriegsmaximis, observationibus, regulis axiomatis und sehr künstlichen Kriegs, Hanau, 1617 (réimpr. 1625).
- Johann Jacobi von Wallhausen, Künstliche Picquen-Handlung, Hanau, 1617.
- Johann Jacobi von Wallhausen, Guerre romane, Francfort-sur-le-Main, 1616Ce travail devait à l'origine être une illustration de la formation des soldats romains, mais ne comprend que la formation de l'individu. Il contient le texte l'excellent professeur d'arts martiaux de Flavius Vegetius traduit en allemand.
- Johann Jacobi von Wallhausen, Militaris politicus, Francfort-sur-le-Main, 1617.
- Johann Jacobi von Wallhausen, Camera militaris, ou trésor d'art de guerre, dans lequel toutes sortes de stratagèmes de guerre sur l'eau et la terre du début du monde sont montrés sur Caesarem Augusdtum, pour être utilisés aujourd'hui, Francfort-sur-le-Main, 1621.
- Johann Jacobi von Wallhausen, Defensio patriae ou sauvetage terrestre. Il montre 1) comment tout le monde et tout le monde dans le christianisme, les potentats, les régents, les villes et les communes, devraient se sauver et se protéger eux-mêmes et leurs sujets. 2) Le mode belligerande, plusieurs centaines d'années passées, Francfort-sur-le-Main, 1621Contient des instructions sur la défense à travers le continent et constitue une source importante d'informations sur l'environnement, les coutumes et la discipline des armées de la guerre de Trente Ans.

Beaucoup de ces œuvres ont été traduites plusieurs fois.